# Phạm Sĩ Ái
Phạm Sĩ Ái (1806-?), hiệu là Nghĩa Khê và tự là Đôn Nhân, là vị Hoàng giáp đồng khoa với Phạm Trứ. Quê quán vị Hoàng giáp này là xã Trung Lập, tổng Trương Xá, huyện Đường Hào, phủ Bình Giang, tỉnh Hải Dương (nay là xã Phùng Chí Kiên, Thị xã Mỹ Hào, tỉnh Hưng Yên). Ông đỗ Cử nhân năm Mậu Tý, tức là niên hiệu Minh Mạng thứ 9 1828. Sau đỗ Hoàng giáp cùng khoa với Phạm Trứ. Ông có đời làm quan với các chức Hàn lâm viện Biên tu, Tri phủ Cam Lộ, Viên ngoại lang Lại bộ, Lang trung Lại bộ, Án sát Hà Tĩnh, rồi được vua thăng lên làm Thị lang Binh bộ và được cử làm Chánh chủ khảo trường thi Gia Định.